# Semielacher petiolata
Semielacher petiolata är en stekelart som först beskrevs av Girault 1915.  Semielacher petiolata ingår i släktet Semielacher och familjen finglanssteklar. Inga underarter finns listade i Catalogue of Life.